# Moises Padilla
Moises Padilla é um município de  terceira classe de renda municipal (d) na província Negros Ocidental, nas Filipinas. De acordo com o censo de 1 de maio  de  2020 possui uma população de 43 462 pessoas e 9 657 domicílios.